# 2015 RK258
2015 RK258 est un objet transneptunien de la famille des objets épars, il fait partie des objets connus situés à plus de deux fois la distance de l'orbite de Neptune, mais son arc d'observation n'est que d'un peu plus d'un an.